# Омшаник
Омша́ник (зимовник) — утеплённое помещение для зимовки пчёл.

## Функции
- ограждение пчёл от холодных ветров и резких колебаний температуры, защита от шума.
- экономия мёда (в данных условиях пчёлы съедают мёда меньше, чем при зимовке на воле).
- увеличение срока службы улья.

## Типы омшаников
Различают три типа омшаников:
- подземные
- полуподземные
- надземные

Полуподземные омшаники углублены в землю до одного метра и более. У подземных потолок находится на уровне поверхности земли. 

При строительстве учитывается внутренний объём, который зависит от количества пчёл, помещаемых на зимовку. При недостаточном объёме в омшанике повышается влажность и температура, что приводит к появлению плесени. Омшаники оборудуют системой вентиляции.